# Zrinka Tamburašev
Zrinka Tamburašev (Sisak, 1921. – Zagreb, 25. travnja 2003.), bila je hrvatska kemičarka.
Studirala je u Zagrebu na Tehničkom fakultetu. Diplomirala je na kemijskom odsjeku 1948. godine. 
Devet godina kasnije zaposlila se u Plivi. Radila je kao znanstvenica istraživačkog instituta tvrtke Pliva. Uvelike je pridonijela razvitku svog poduzeća na području biotehnologije, biokemije i mikrobiologije.
Bila je poznata kao jednom od četvero izumitelja svjetski slavnog antibiotika azitromicina (sumameda). Godine 1980. ga je patentirala. Zahvaljujući radu nje i njenih kolega je PLIVA imala vlastiti antibiotik, kao jedna od rijetkih tvrtki u svijetu.
Više je puta dobila nagrade za svoje racionalizacije i inovacije. Među ostalim, za to što je uspjela izolirati antibiotik oksitetraciklin dobila je Nagradu Grada Zagreba.

## Vanjske poveznice
- Zrinka Tamburašev Hrvatska tehnička enciklopedija, portal hrvatske tehničke baštine. LZMK